# Lapockatövis

Bal lapocka hátulról nézve (a lapockatövis piros színnel látható)

A lapockatövis vagy lapockataréj (latinul: spina scapulae) egy kiemelkedő csontlemez, amely a lapocka középső négyötödét a felső részén ferdén keresztezi, és elválasztja a lapockatövis feletti és a lapockatövis alatti árkokat.

## Felépítés
A mediális határon egy sima, háromszög alakú területtel kezdődik, amelyen a trapézizom alsó részének beálló ina halad. Fokozatosan emelkedik, és a vállízület fölé nyúló vállcsúcsban végződik.

### Gyökere
A gyökér rész a lapockatövis legmediálisabb része. A lapocka gerincének háromszög alakú területének nevezik, háromszög alakja alapján, amely megkülönböztethető, látható alakot ad a röntgenfelvételeken. A lapockatövis gyökere a harmadik mellkasi csigolya tövisnyúlványának csúcsával egy magasságban van.

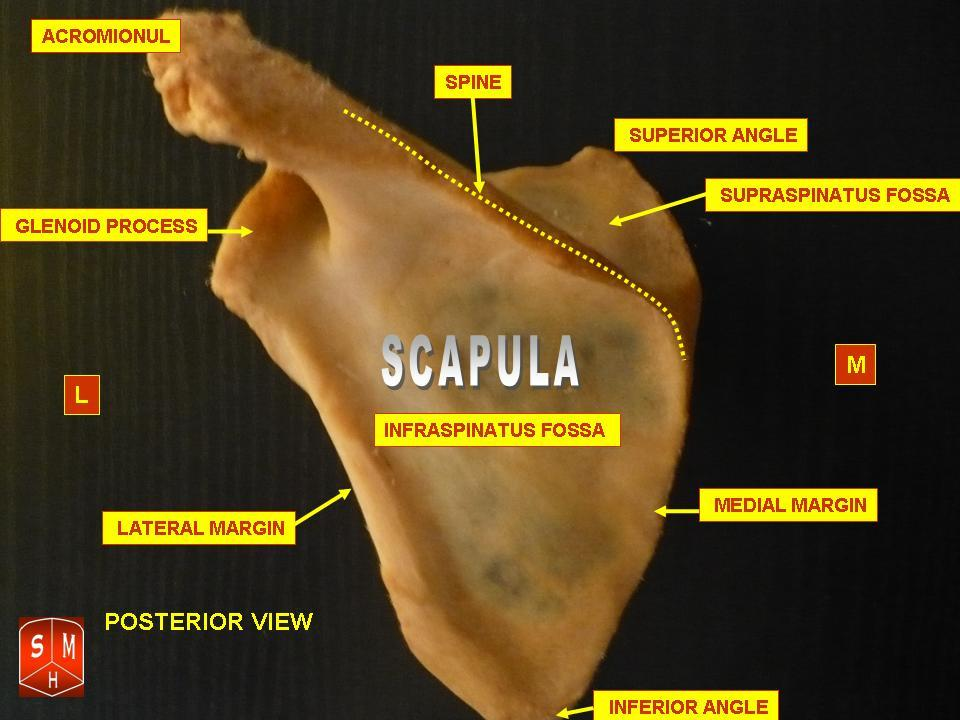
Bal lapocka hátulról nézve (a tövis középen felül van jelölve).

## Funkció
Két felületet és három élet alkot.
- Felső felszíne homorú; segíti a fossa supraspinata kialakulását, és felületed ad a tövis feletti izom eredésének egy részéhez.
- Alsó felszíne a fossa infraspinata részét képezi, a tövis alatti izom egy része innen ered, és a középpontja közelében egy táplálónyílás (foramen nutricium) található.

Tapadási felszínt biztosít a deltaizom posterior rostjának eredéséhez, és a trapézizom tapadásának.
Az oldalsó él vagy alap, amely a három közül a legrövidebb, enyhén homorú; vastag és kerek széle felül a vállcsont alsó felszínével, alul a lapocka nyakával folytatódik. Ez alkotja a lapockai bevágást (incisura scapulae) mediális határát, amely a lapockatövis feletti és alatti árkok összekötésére szolgál.

## Fordítás
Ez a szócikk részben vagy egészben  a   Spine of scapula című angol Wikipédia-szócikk ezen változatának fordításán alapul.  Az eredeti cikk szerkesztőit annak laptörténete sorolja fel. Ez a jelzés csupán a megfogalmazás eredetét és a szerzői jogokat jelzi, nem szolgál a cikkben szereplő információk forrásmegjelöléseként.